# Liste der Bodendenkmäler in Stöttwang
Auf dieser Seite sind die Bodendenkmäler in der schwäbischen Gemeinde Stöttwang zusammengestellt. Diese Tabelle ist eine Teilliste der Liste der Bodendenkmäler in Bayern. Grundlage ist die Bayerische Denkmalliste, die auf Basis des Bayerischen Denkmalschutzgesetzes vom 1. Oktober 1973 erstmals erstellt wurde und seither durch das Bayerische Landesamt für Denkmalpflege geführt wird. Die folgenden Angaben ersetzen nicht die rechtsverbindliche Auskunft der Denkmalschutzbehörde.

## Bodendenkmäler der Gemeinde Stöttwang

### Bodendenkmäler in der GemarkungDösingen
| Lage                | Objekt                                                                                             | Akten-Nr.     | Bild |
| ------------------- | -------------------------------------------------------------------------------------------------- | ------------- | ---- |
| Dösingen (Standort) | Siedlung der Urnenfelderzeit und der römischen Kaiserzeit.                                         | D-7-8030-0068 |      |
| Dösingen (Standort) | Station des Mesolithikums, Siedlung des Neolithikums, der Latènezeit und der römischen Kaiserzeit. | D-7-8030-0078 |      |

### Bodendenkmäler in der GemarkungLinden
| Lage              | Objekt | Akten-Nr.     | Bild |
| ----------------- | --- | ------------- | ---- |
| Linden (Standort) | Mittelalterlicher Burgstall.                                                                                 | D-7-8030-0119 |      |
| Linden (Standort) | Mittelalterliche und frühneuzeitliche Befunde im Bereich der Katholischen Filialkirche St. Martin in Linden. | D-7-8030-0121 |      |
| Linden (Standort) | Siedlung der Vorgeschichte.                                                                                  | D-7-8030-0122 |      |
| Linden (Standort) | Siedlung des Neolithikums.                                                                                   | D-7-8030-0137 |      |

### Bodendenkmäler in der GemarkungReichenbach
| Lage                   | Objekt | Akten-Nr.     | Bild |
| ---------------------- | --- | ------------- | ---- |
| Reichenbach (Standort) | Mittelalterlicher Burgstall. | D-7-8130-0019 |      |
| Reichenbach (Standort) | Mittelalterliche und frühneuzeitliche Befunde im Bereich der Katholischen Filialkirche St. Blasius in Reichenbach und ihres Vorgängerbaus. | D-7-8130-0047 |      |
| Reichenbach (Standort) | Station des Mesolithikums, Siedlung des Neolithikums und der Bronzezeit.                                                                   | D-7-8130-0064 |      |

### Bodendenkmäler in der Gemarkung Stöttwang
| Lage                 | Objekt | Akten-Nr.     | Bild |
| -------------------- | --- | ------------- | ---- |
| Stöttwang (Standort) | Grabhügel vorgeschichtlicher Zeitstellung. | D-7-8130-0010 |      |
| Stöttwang (Standort) | Grabhügel vorgeschichtlicher Zeitstellung. | D-7-8130-0011 |      |
| Stöttwang (Standort) | Befestigung vor- und frühgeschichtlicher Zeitstellung.                                                                                                  | D-7-8130-0012 |      |
| Stöttwang (Standort) | Burgstall des Mittelalters. | D-7-8130-0013 |      |
| Stöttwang (Standort) | Burgstall des Mittelalters. | D-7-8130-0015 |      |
| Stöttwang (Standort) | Siedlung des Neolithikums. | D-7-8130-0065 |      |
| Stöttwang (Standort) | Mittelalterliche und frühneuzeitliche Befunde im Bereich der Katholischen Pfarrkirche St. Gordian und Epimachus in Stöttwang und ihrer Vorgängerbauten. | D-7-8130-0085 |      |

### Bodendenkmäler in der GemarkungThalhofen a.d.Gennach
| Lage                             | Objekt | Akten-Nr.     | Bild |
| -------------------------------- | --- | ------------- | ---- |
| Thalhofen a.d.Gennach (Standort) | Siedlung vorgeschichtlicher Zeitstellung.                                                                                          | D-7-8130-0062 |      |
| Thalhofen a.d.Gennach (Standort) | Frühneuzeitliche Befunde im Bereich der Katholischen Filialkirche Maria Schnee in Thalhofen a. d. Gennach und ihres Vorgängerbaus. | D-7-8130-0090 |      |